# Lacombe (Aude)
Lacombe é uma comuna francesa na região administrativa de Occitânia, no departamento de Aude. Estende-se por uma área de 14,99 km². Em 2010 a comuna tinha 178 habitantes (densidade: 11,9 hab./km²).